# Lahntal
Lahntal ist eine Gemeinde im mittelhessischen Landkreis Marburg-Biedenkopf.

## Geografie

### Geografische Lage
Die Gemeinde Lahntal liegt an der oberen Lahn etwa 83 Kilometer nördlich von Frankfurt am Main und zirka 7 Kilometer nordwestlich von Marburg.
Westlich der Gemeinde ragt der 497,1 m ü. NHN hohe Rimberg auf.

### Naturraum
Die Lahn flussabwärts von Westen nach Osten betrachtet gehören Brungershausen, Kernbach und Caldern naturräumlich zum Oberen Lahntal, während Sterzhausen, Goßfelden, Sarnau und Göttingen in der Wetschaft-Senke liegen. Das Obere Lahntal ist die nördliche Nahtstelle des Gladenbacher Berglandes zu den Ausläufern des Rothaargebirges (Wittgensteiner Bergland und Sackpfeife nebst Vorhöhen).

### Klima
Das Gebiet Lahntals liegt nach der Köppen-Geiger-Klassifikation im gemäßigten Ozeanklima (Cfb-Klima) der mittleren Breiten.
Die mittlere Tagesmitteltemperatur beträgt im Sommer im oberen Lahntal ungefähr 15–16 °C, im unteren (Wetschaftssenke) 16–17 °C und im Winter etwa −1 °C bis 1 °C. Die mittlere Niederschlagshöhe beträgt im oberen Lahntal zirka 800–1000 mm, im unteren 700–800 mm.

### Gewässer

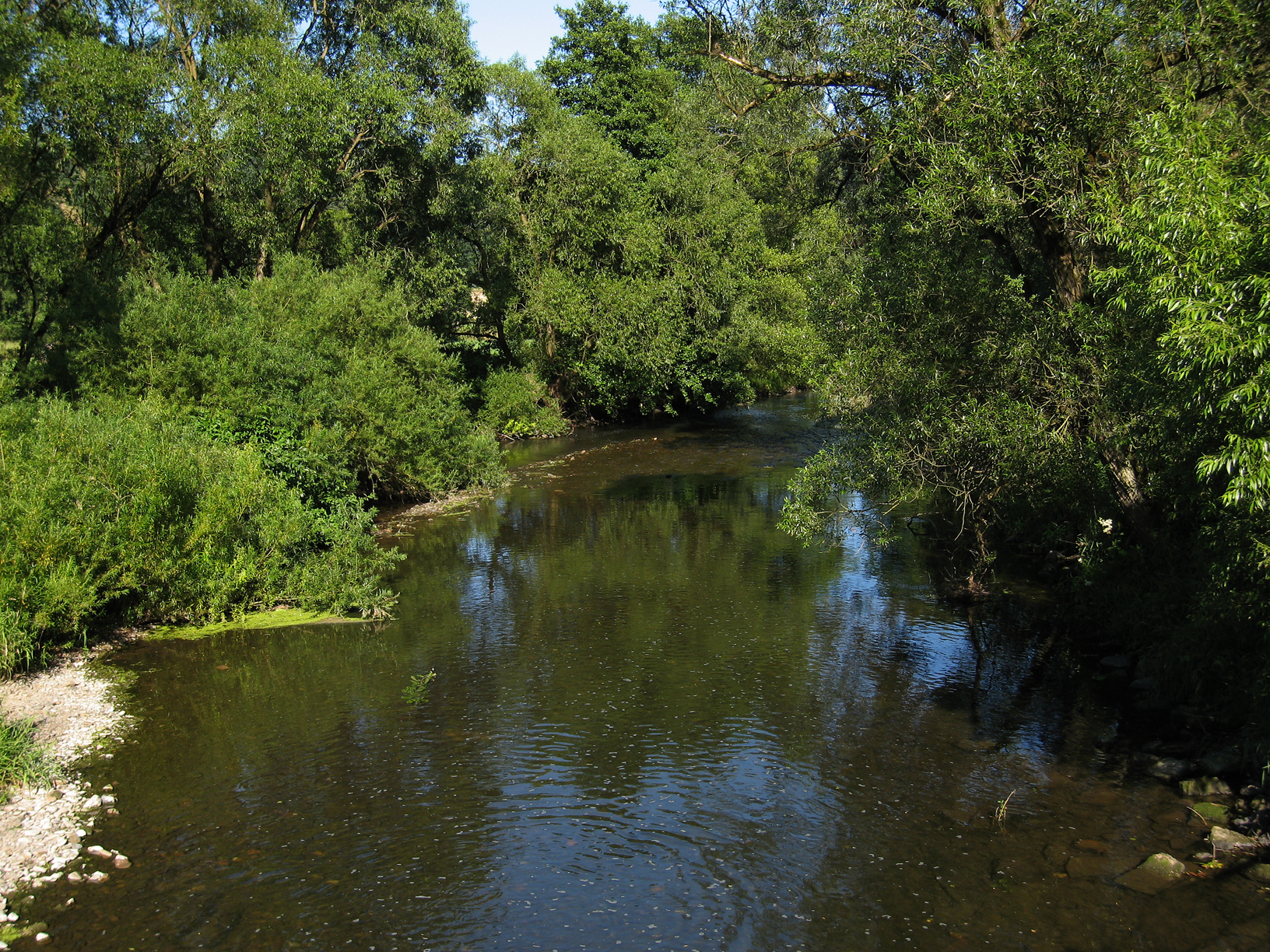
Die Mündung der Wetschaft in die Lahn

Das größte Fließgewässer in Lahntal ist die Lahn. Sie durchfließt das Gemeindegebiet im nördlichen Bereich von Westen (Gemeinde Dautphetal) nach Osten (Gemeinde Cölbe), teils Richtung Südosten. Die Wetschaft fließt ihr von Norden (Wetter (Hessen)) zu. Südöstlich von Göttingen mündet die Wetschaft auf 192 m ü. NN linksseitig in die Lahn.
Alle anderen Bäche innerhalb Lahntals sind aus geographischen Gründen sehr kurz und speisen ebenfalls mittelbar oder unmittelbar die Lahn. Linksseitig sind das etwa, weiter lahnaufwärts gelistet, der Rodenbach (Mündung bei Sarnau), der Scherbachsgraben (Mündung zwischen Goßfelden und Sterzhausen) der Stinkelsgraben (Mündung unmittelbar unterhalb Sterzhausens), der Steingraben (Mündung unmittelbar oberhalb Sterzhausens) und der Warzenbach (Mündung bei Brungershausen), rechtsseitig der Michelbach (Mündung oberhalb Sterzhausens), der Erlenbach (Mündung bei Caldern) und der Kernbach (Mündung bei Kernbach).

### Nachbargemeinden
Lahntal grenzt im Norden und Osten an die Stadt Wetter, im Südosten an die Gemeinde Cölbe, im Süden an die Stadt Marburg, sowie im Westen an die Gemeinde Dautphetal (alle im Landkreis Marburg-Biedenkopf).

### Gemeindegliederung
Lahntal besteht aus den folgenden Ortsteilen (in Klammern Einwohnerzahlen 2014):
- Brungershausen (87)
- Caldern (1189)
- Goßfelden (2212)
- Göttingen (237)
- Kernbach (202)
- Sarnau (928)
- Sterzhausen (2014)

## Geschichte

### Gemeindebildung
Im Zuge der Gebietsreform in Hessen fusionierten zum 31. Dezember 1971 die bis dahin selbständigen Gemeinden Caldern (mit den ehemaligen Gemeinden Caldern und Kernbach) und Sterzhausen freiwillig zu einer Gemeinde mit dem Namen Lahntal. Am 1. Juli 1974 wurde die Gemeinde Lahntal kraft Landesgesetz mit den Gemeinden Brungershausen, Göttingen und Lahnfels (mit den ehemaligen Gemeinden Goßfelden und Sarnau) zu einer Gemeinde mit dem Namen Lahntal zusammengeschlossen.
Die Gemeindeverwaltung befindet sich im Ortsteil Sterzhausen.
Für alle ehemals eigenständigen Gemeinden von Lahntal wurde je ein Ortsbezirk gebildet.
Am 26. September 2021 fand eine Abstimmung über eine Gemeindefusion der Gemeinden Lahntal und Münchhausen, sowie der Stadt Wetter (Hessen) statt. Dabei sprach sich eine deutliche Mehrheit der Münchhausener (77,7 %) und der Lahntaler (79,5 %) gegen die Fusion aus, wohingegen die Bevölkerung Wetters knapp (52,8 %) für den Zusammenschluss votierte.
Zusammenfassung
| Ehemalige Gemeinde | Datum             | Anmerkung                                 |
| ------------------ | ----------------- | ----------------------------------------- |
| Brungershausen     | 1. Juli 1974      |                                           |
| Caldern            | 31. Dezember 1971 | Gründung der Gemeinde Lahntal             |
| Goßfelden          | 31. Dezember 1970 | Zusammenschluss mit Sarnau zu Lahnfels    |
| Göttingen          | 1. Juli 1974      |                                           |
| Kernbach           | 31. Dezember 1970 | Eingemeindung nach Caldern                |
| Lahnfels           | 1. Juli 1974      |                                           |
| Sarnau             | 31. Dezember 1970 | Zusammenschluss mit Goßfelden zu Lahnfels |
| Sterzhausen        | 31. Dezember 1971 | Gründung der Gemeinde Lahntal             |

### Geschichte der Ortsteile
Siehe auch Ortsteilartikel.

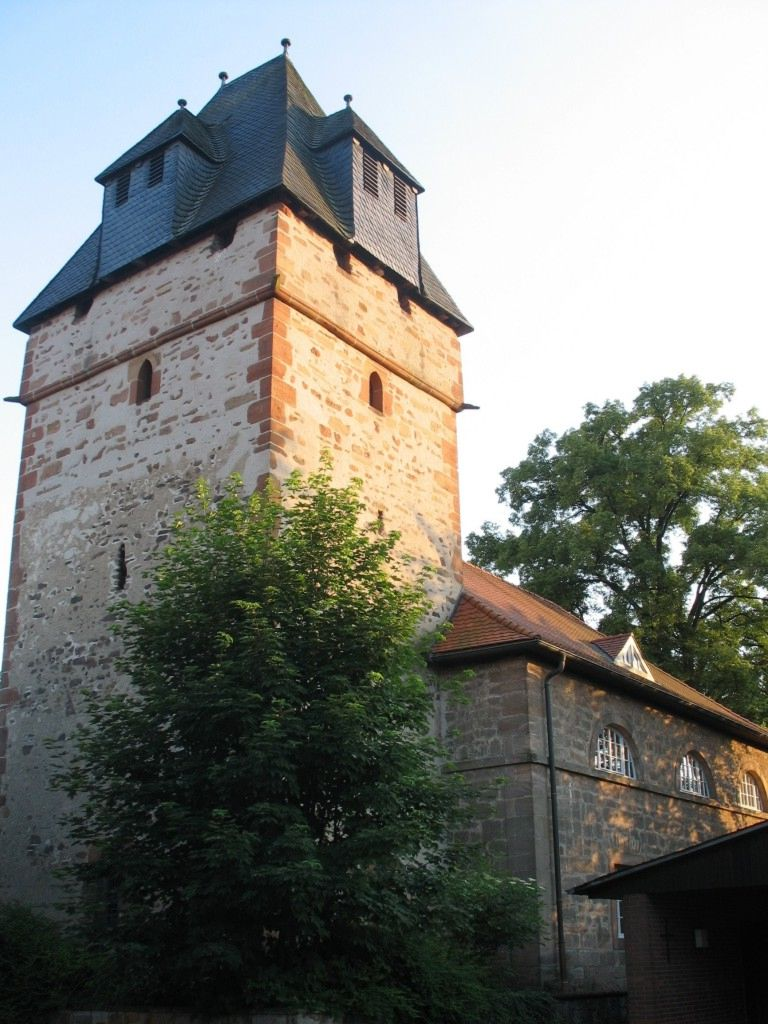
Der Wehrturm der Kirche von Sterzhausen, eines der ältesten Gebäude Lahntals

Die einzelnen Ortsteile haben voneinander unabhängige historische Wurzeln.
In der Nähe des Ortsteils Brungershausen wurde 1992 ein Burgstall, der Burgstall Brungershausen, aus dem 10. bis 13. Jahrhundert, entdeckt. Ob die Burg, über die es keine Belege gibt, in Verbindung mit der Adelsfamilie „de Brungodeshusen“ steht, ist bisher ungeklärt.
Die Kirche in Caldern war Mittelpunkt eines Zisterzienserinnen-Klosters von der noch Reste erhalten sind und die als landgräfliches Gericht um 800 n. Chr. erwähnt wurde.
Der Ortsteil Göttingen wurde erstmals im Jahre 1306 erwähnt und war aufgrund seiner Lage von jeher ein wichtiger Verkehrsknotenpunkt. Seit dem Dreißigjährigen Krieg führte die Handelsstraße von Frankfurt nach Bremen durch Göttingen und Cölbe und die alte Niederrheinische Straße von Göttingen nach der Eibenhardt am Chausseehaus von Bürgeln vorbei.
Das bereits um 850 n. Chr. in einer Schenkungsurkunde an das Kloster Fulda erstmals erwähnte Goßfelden war jahrhundertelang dem Deutschen Ritterorden in Marburg zugehörig. Zu der ab Beginn des 19. Jahrhunderts bestehenden Synagogengemeinde in Goßfelden gehörten die jüdischen Bewohner von Caldern, Goßfelden, Sterzhausen und Wetter.
Erstmals wurde der Ortsteil Kernbach laut Aufzeichnungen des Staatsarchivs Marburg um 1130 mit dem Namen „Cagernbach“ erwähnt. Später wurde nach Urkunde aus dem des Klosters Caldern im Jahre 1254 der Ort unter dem Namen „Kerenbach“ geführt.
Der Name des Ortsteiles Sarnau ist keltischen und slawischen Ursprungs. Sarnowa bedeutet Rehaue oder Rehwiese. Keramische Funde lassen auf eine entsprechend frühe Besiedlung schließen. In einer Urkunde taucht Sarnau erstmals um das Jahr 1200 auf. 1322 verwaltet der Ritter Gottschalk von Sarnowe den Ritterhof in Sarnau.
Das Dorf Sterzhausen gehörte im 13. Jahrhundert zur Grafschaft Wetter, für das aus alten Urkunden und Aufzeichnungen verschiedene Schreibweisen bekannt sind, wie Steinerthusen (1280), Stereshusen (1330) und Stertzhausen (1570). Der weithin sichtbare Wehrturm der Kirche von Sterzhausen ist mit Abstand das älteste Gebäude. Sehr wahrscheinlich gehen die Grundmauern des Turmes auf eine romanische Kapelle zurück. Die ältesten Balken im Turm sind auf das Jahr 1246 datiert worden. Im Chorraum sind Wandmalereien aus dem 13. Jahrhundert erhalten.

### Bevölkerung

#### Einwohnerstruktur 2011
Nach den Erhebungen des Zensus 2011 lebten am Stichtag, dem 9. Mai 2011, in Lahntal 6819 Einwohner. Darunter waren 282 (4,1 %) Ausländer, von denen 95 aus dem EU-Ausland, 142 aus anderen europäischen Ländern und 72 aus anderen Staaten kamen. (Bis zum Jahr 2019 erhöhte sich die Ausländerquote auf 6,9 %.) Nach dem Lebensalter waren 1350 Einwohner unter 18 Jahren, 2961 zwischen 18 und 49, 1404 zwischen 50 und 64 und 1101 Einwohner waren älter. Die Einwohner lebten in 2802 Haushalten. Davon waren 750 Singlehaushalte, 753 Paare ohne Kinder und 999 Paare mit Kindern, sowie 249 Alleinerziehende und 51 Wohngemeinschaften. In 414 Haushalten lebten ausschließlich Senioren/-innen und in 2016 Haushaltungen leben keine Senioren/-innen.

#### Einwohnerentwicklung
| Lahntal: Einwohnerzahlen von 1973 bis 2020                          | Lahntal: Einwohnerzahlen von 1973 bis 2020 | Lahntal: Einwohnerzahlen von 1973 bis 2020 | Lahntal: Einwohnerzahlen von 1973 bis 2020 | Lahntal: Einwohnerzahlen von 1973 bis 2020 |
| ------------------------------------------------------------------- | ------------------------------------------ | ------------------------------------------ | ------------------------------------------ | ------------------------------------------ |
| Jahr                                                                |                                            |                                            |                                            | Einwohner                                  |
| 1973                                                                | 1973                                       |                                            | 5.234                                      | 5.234                                      |
| 1975                                                                | 1975                                       |                                            | 5.493                                      | 5.493                                      |
| 1980                                                                | 1980                                       |                                            | 5.795                                      | 5.795                                      |
| 1985                                                                | 1985                                       |                                            | 5.957                                      | 5.957                                      |
| 1990                                                                | 1990                                       |                                            | 6.382                                      | 6.382                                      |
| 1995                                                                | 1995                                       |                                            | 6.600                                      | 6.600                                      |
| 2000                                                                | 2000                                       |                                            | 6.680                                      | 6.680                                      |
| 2005                                                                | 2005                                       |                                            | 6.919                                      | 6.919                                      |
| 2010                                                                | 2010                                       |                                            | 6.979                                      | 6.979                                      |
| 2011                                                                | 2011                                       |                                            | 6.819                                      | 6.819                                      |
| 2015                                                                | 2015                                       |                                            | 6.874                                      | 6.874                                      |
| 2020                                                                | 2020                                       |                                            | 6.953                                      | 6.953                                      |
| Quelle(n): Hessisches Statistisches Informationssystem; Zensus 2011 |                                            |                                            |                                            |                                            |

#### Religionszugehörigkeit
| • 1987: | 4626 evangelische (= 76,82 %), 602 katholische (= 10,00 %), 794 sonstige (= 13,18 %) Einwohner |
| • 2011: | 4531 evangelische (= 66,45 %), 670 katholische (= 9,82 %), 1618 sonstige (= 23,73 %) Einwohner |

## Politik

### Gemeindevertretung
Die Kommunalwahl am 14. März 2021 lieferte folgendes Ergebnis, in Vergleich gesetzt zu früheren Kommunalwahlen:
| Sitzverteilung in der Gemeindevertretung 2021Insgesamt 31 Sitze - SPD: 11 - Grüne: 6 - BLL: 8 - CDU: 6 | Parteien und Wählergemeinschaften | Parteien und Wählergemeinschaften           | 2021  | 2021  | 2016  | 2016  | 2011  | 2011  | 2006  | 2006  | 2001  | 2001  |
| Sitzverteilung in der Gemeindevertretung 2021Insgesamt 31 Sitze - SPD: 11 - Grüne: 6 - BLL: 8 - CDU: 6 | Parteien und Wählergemeinschaften | Parteien und Wählergemeinschaften           | %     | Sitze | %     | Sitze | %     | Sitze | %     | Sitze | %     | Sitze |
| Sitzverteilung in der Gemeindevertretung 2021Insgesamt 31 Sitze - SPD: 11 - Grüne: 6 - BLL: 8 - CDU: 6 | SPD                               | Sozialdemokratische Partei Deutschlands     | 34,9  | 11    | 44,5  | 14    | 48,0  | 15    | 51,4  | 16    | 43,1  | 13    |
| Sitzverteilung in der Gemeindevertretung 2021Insgesamt 31 Sitze - SPD: 11 - Grüne: 6 - BLL: 8 - CDU: 6 | CDU                               | Christlich Demokratische Union Deutschlands | 20.9  | 6     | 19,5  | 6     | 20,4  | 6     | 22,2  | 7     | 22,1  | 7     |
| Sitzverteilung in der Gemeindevertretung 2021Insgesamt 31 Sitze - SPD: 11 - Grüne: 6 - BLL: 8 - CDU: 6 | BLL                               | Bürgerliste Lahntal                         | 26,0  | 8     | 23,7  | 7     | 16,4  | 5     | —     | —     | —     | —     |
| Sitzverteilung in der Gemeindevertretung 2021Insgesamt 31 Sitze - SPD: 11 - Grüne: 6 - BLL: 8 - CDU: 6 | Grüne                             | Bündnis 90/Die Grünen                       | 18,2  | 6     | 12,3  | 4     | 15,2  | 5     | 7,6   | 2     | 10,4  | 3     |
| Sitzverteilung in der Gemeindevertretung 2021Insgesamt 31 Sitze - SPD: 11 - Grüne: 6 - BLL: 8 - CDU: 6 | BÜRGERBLOCK                       | Bürgerblock Goßfelden-Sarnau-Göttingen      | —     | —     | —     | —     | —     | —     | 12,9  | 4     | 16,6  | 5     |
| Sitzverteilung in der Gemeindevertretung 2021Insgesamt 31 Sitze - SPD: 11 - Grüne: 6 - BLL: 8 - CDU: 6 | WG                                | Wählergemeinschaft Lahntal-Sterzhausen      | —     | —     | —     | —     | —     | —     | 5,9   | 2     | 7,8   | 3     |
| Sitzverteilung in der Gemeindevertretung 2021Insgesamt 31 Sitze - SPD: 11 - Grüne: 6 - BLL: 8 - CDU: 6 | Gesamt                            | Gesamt                                      | 100,0 | 31    | 100,0 | 31    | 100,0 | 31    | 100,0 | 31    | 100,0 | 31    |
| Sitzverteilung in der Gemeindevertretung 2021Insgesamt 31 Sitze - SPD: 11 - Grüne: 6 - BLL: 8 - CDU: 6 | Ungültige Stimmen in %            | Ungültige Stimmen in %                      | 1,5   | —     | 2,9   | —     | 2,0   | —     | 2,4   | —     | 1,8   | —     |
| Sitzverteilung in der Gemeindevertretung 2021Insgesamt 31 Sitze - SPD: 11 - Grüne: 6 - BLL: 8 - CDU: 6 | Wahlbeteiligung in %              | Wahlbeteiligung in %                        | 55,8  | 55,8  | 51,7  | 51,7  | 51,3  | 51,3  | 52,1  | 52,1  | 60,9  | 60,9  |

### Bürgermeister
Nach der hessischen Kommunalverfassung wird der Bürgermeister für eine sechsjährige Amtszeit gewählt, seit dem Jahr 1993 in einer Direktwahl, und ist Vorsitzender des Gemeindevorstands, dem in der Gemeinde Lahntal neben dem Bürgermeister ehrenamtlich ein Erster Beigeordneter und acht weitere Beigeordnete angehören. Bürgermeister ist seit dem 20. Januar 2023 Carsten Laukel (BLL). Er wurde als Nachfolger von Manfred Apell (SPD), der nach fünf Amtszeiten in den Ruhestand getreten war, am 18. September 2022 im ersten Wahlgang bei 56,13 Prozent Wahlbeteiligung mit 58,92 Prozent der Stimmen gewählt.
Amtszeiten der Bürgermeister
- 2023–2029 Carsten Laukel (BLL)[22]
- 1993–2023 Manfred Apell (SPD)[25]

### Ortsbeiräte
Für die Ortsteile Brungershausen, Caldern, Goßfelden, Göttingen, Kernbach, Sarnau und Sterzhausen bestehen Ortsbezirke mit Ortsbeirat und Ortsvorsteher, nach Maßgabe der §§ 81 und 82 HGO und des Kommunalwahlgesetzes in der jeweils gültigen Fassung. Die Ortsbezirke werden durch die Gemarkungsgrenzen der ehemaligen eingegliederten Gemeinden abgegrenzt. Jeder Ortsbeirat wird im Rahmen der Kommunalwahlen gewählt. Der Ortsbeirat wählt eines seiner Mitglieder zum Ortsvorsteher bzw. zur Ortsvorsteherin.

### Wappen und Flagge
| Wappen von Lahntal | Blasonierung: „Im roten, durch einen mit dem Deutschordensschild (schwarzes durchgehendes Kreuz in Silber) belegten silbernen Wellenbalken, geteilten Schild hinter dem Herzschild einen schräggestellten und nach innen gekehrten goldenen Äbtissinnenstab mit silbernem Velum, begleitet oben links von drei, unten von vier silbernen, dreiblättrigen Kleeblättern.“                                              |
| Wappen von Lahntal | Wappenbegründung: Das Wappen wurde nach der Gemeindebildung im Rahmen der hessischen Gebietsreform angenommen und verweist mit dem Wellenbalken auf den namensgebenden Fluss. Die Zahl der Kleeblätter entspricht der Anzahl der Ortsteile, von denen mit dem Äbtissinnenstab auf Caldern (ehemaliges Kloster) und mit dem Deutschordensschild auf den südlich der Lahn gelegenen Teil von Goßfelden verwiesen wird. |

Die nichtamtliche Flagge der Gemeinde zeigt das Wappen auf einem von Rot und Weiß zweigeteilten Flaggentuch.

### Gemeindepartnerschaften
Die Gemeinde Lahntal ist seit dem 6. April 1986 mit der französischen Gemeinde Sussargues verschwistert. Sussargues liegt im südfranzösischen Département Hérault in unmittelbarer Nähe zu Montpellier (etwa 17 Kilometer) und zum Mittelmeer. Die Entfernung zwischen Lahntal und Sussargues beträgt in etwa 1050 Kilometer.

Zwischen der polnischen Gemeinde Stara Kiszewa und der Gemeinde Lahntal wurde am 10. Januar 2005 in Polen die Gemeindepartnerschaft in einem Festakt besiegelt. Die Unterzeichnung in Lahntal hat am 26. Mai 2006 stattgefunden. Die Gemeinde Stara Kiszewa hat rund 6200 Einwohner in etwa 20, teilweise sehr kleinen Ortsteilen und liegt im Landkreis Kościerzyna, etwa 80 Kilometer südlich von Gdańsk (Danzig) und 80 Kilometer westlich von Malbork (Marienburg) in der touristisch interessanten Region Kaschubei.

### Interkommunale Zusammenarbeit
Die Gemeinde Lahntal arbeitet seit 2007 verstärkt mit den Kommunen Cölbe, Münchhausen und Wetter in mehreren Gebieten zusammen. Neben der Zusammenarbeit im sogenannten Nordkreis bei klassischen Verwaltungsaufgaben, wie Geschwindigkeitskontrolle und Bauhof, werden auch die wichtigen kommunalen Zukunftsaufgaben Demografischer Wandel, nachhaltige und klimaschonende Energieversorgung, sowie Kinder- und Jugendförderung interkommunal bearbeitet. Gemeinsam werden hierzu auch zwei Messen ausgerichtet, „Wohnen im Alter“ und die „Solarmesse“.

## Kultur und Sehenswürdigkeiten
Bauwerke
- Rimberg-Turm bei Caldern

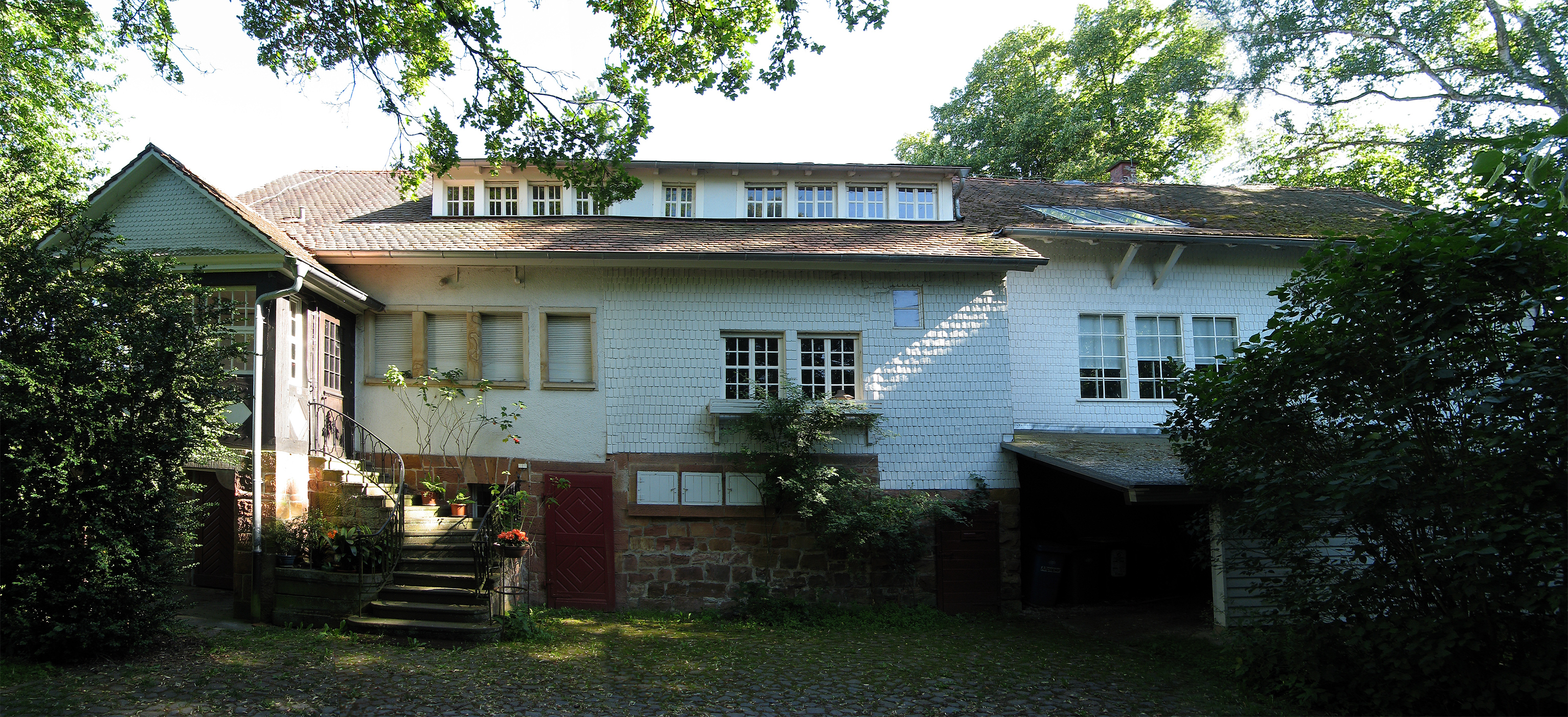
Das Ubbelohdehaus

- Wehrturm der Kirche in Sterzhausen aus dem 12./13. Jahrhundert
- Alte Lahn-Brücke in Goßfelden
- Otto-Ubbelohde-Haus in Goßfelden

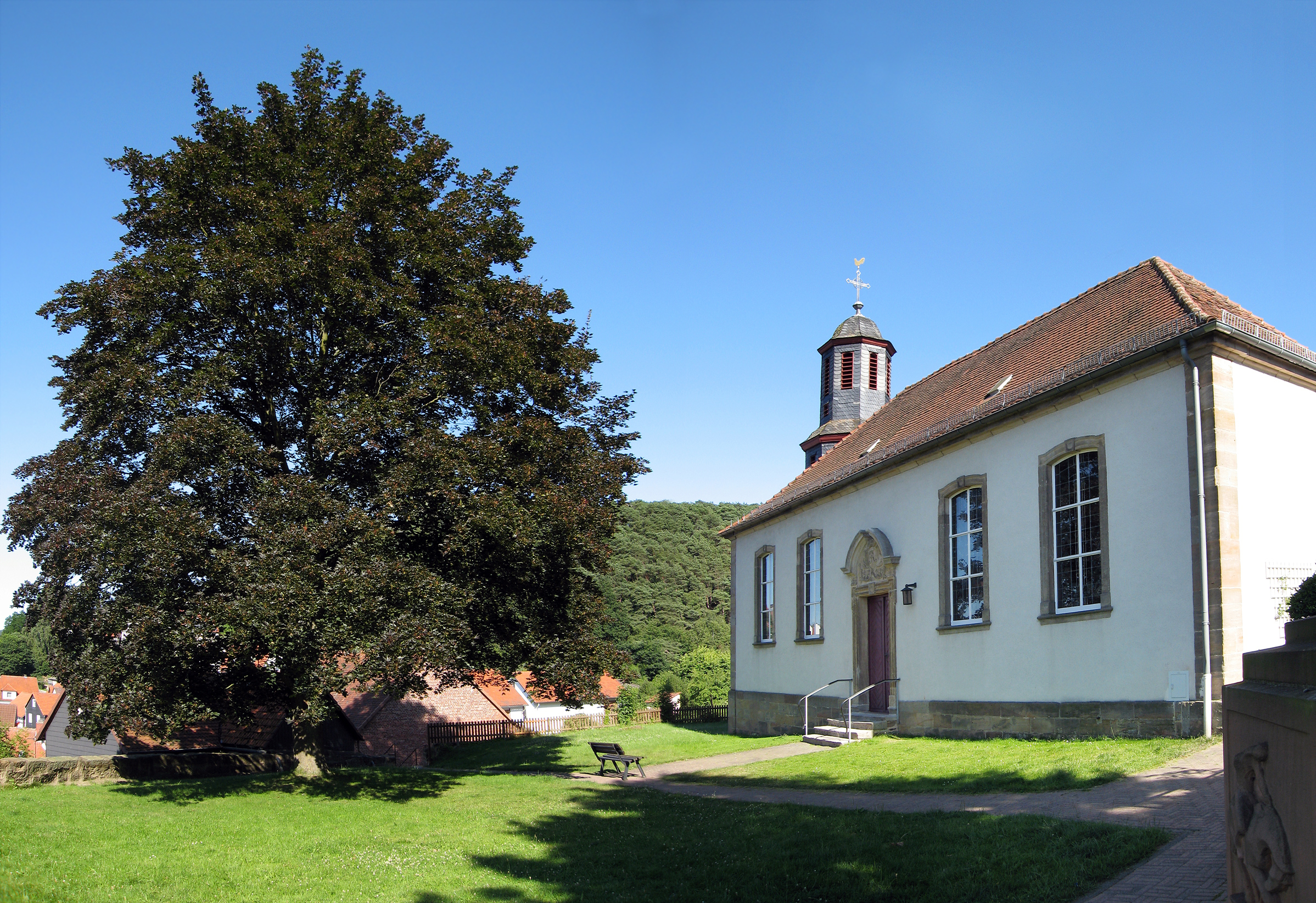
Die Kirche in Goßfelden
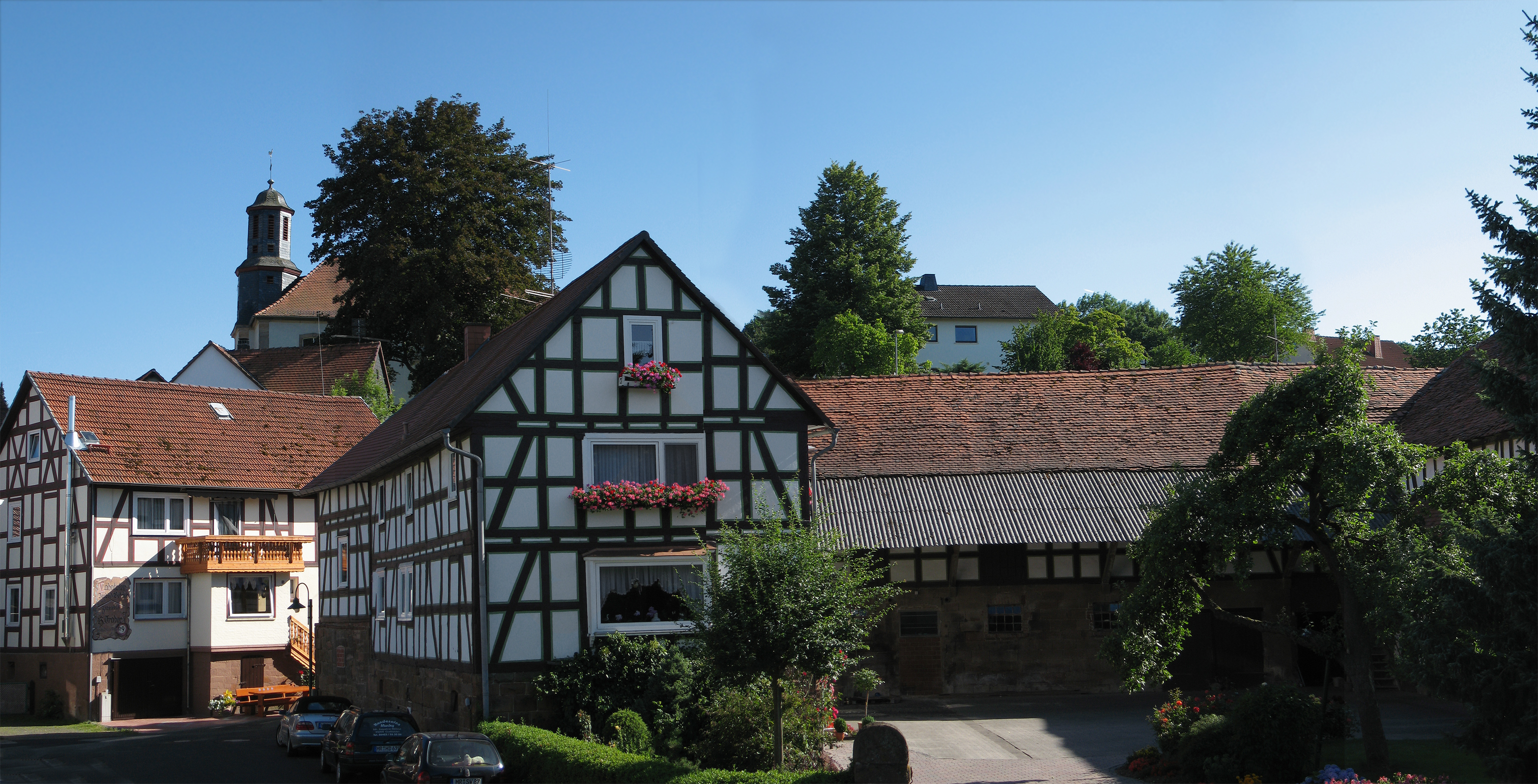
Ortsansicht von Goßfelden
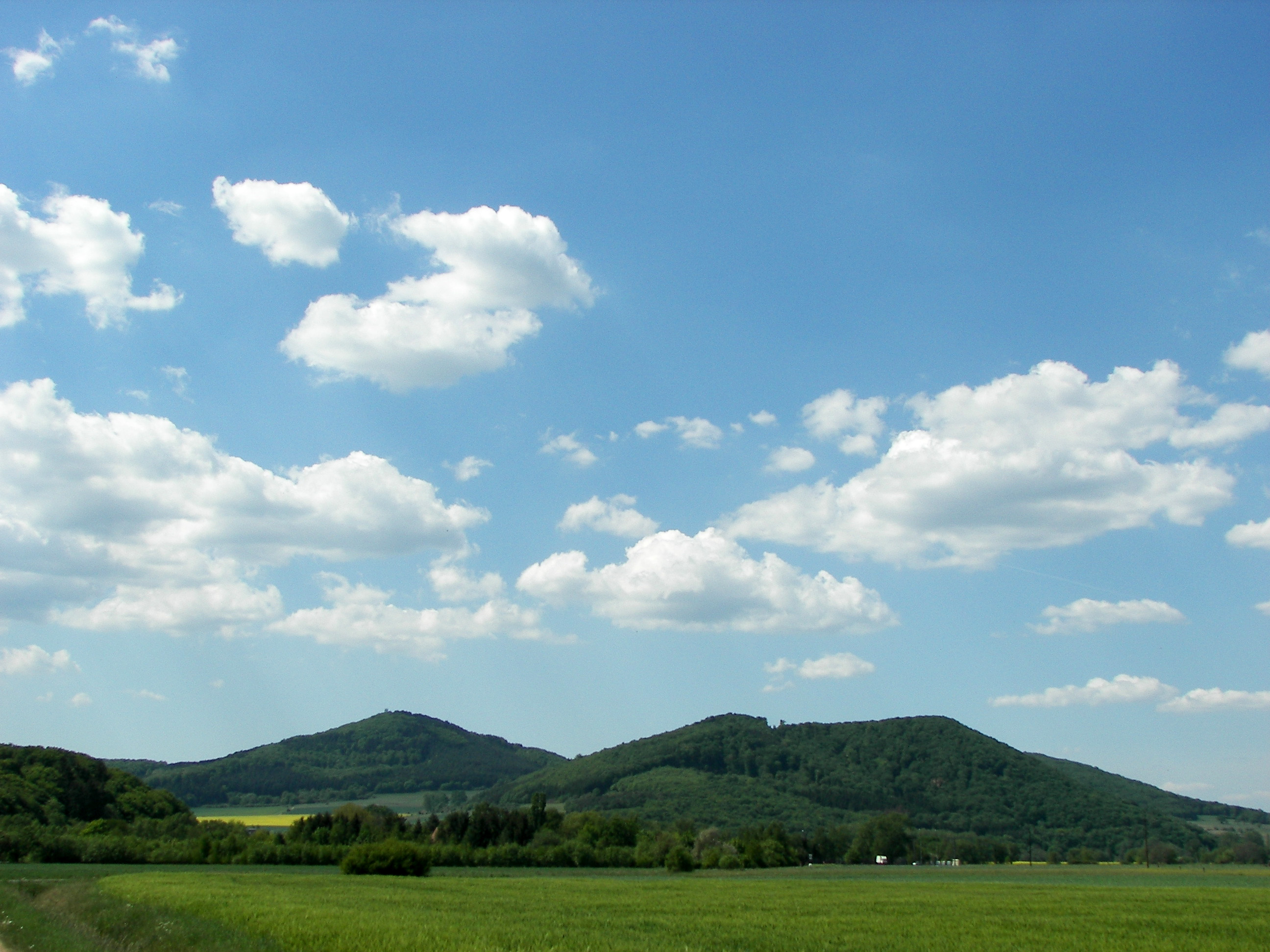
Blick auf den Rimberg
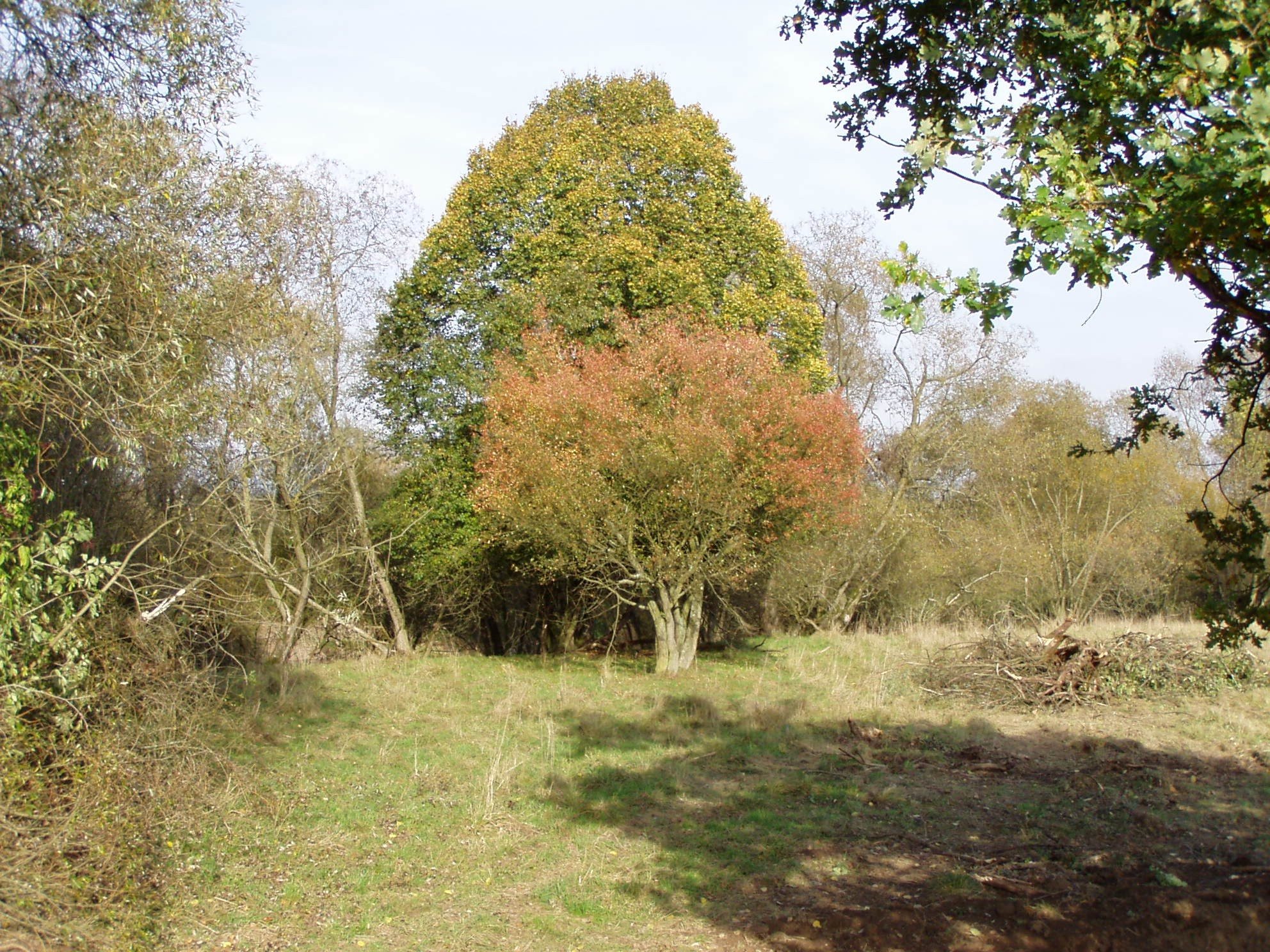
Herbst in der Lahnaue bei Sterzhausen

## Wirtschaft und Infrastruktur

### Verkehr
Durch das Gemeindegebiet verläuft in West-Ost-Richtung die Bundesstraße 62 aus Richtung Biedenkopf nach Cölbe und weiter in Richtung Alsfeld. Im Ortsteil Göttingen endet die aus nördlicher Richtung kommende Bundesstraße 252 aus Diemelstadt bzw. Korbach.
Die Obere Lahntalbahn verbindet Marburg über Biedenkopf und Bad Laasphe mit Erndtebrück. Sie wird von der Kurhessenbahn betrieben. Es bestehen Haltepunkte in Caldern, Sterzhausen und Goßfelden. Der Bahnhof Sarnau wurde im Juli 2010 für den Personenverkehr aufgelassen und zum Betriebsbahnhof umgewandelt. Stattdessen wurde am 4. Juli 2010 der Haltepunkt Lahntal-Sarnau eröffnet.

### Tourismus
Die Gemeinde Lahntal gehört mit Teilen ihres Gebietes jeweils zur Region Burgwald-Ederbergland, zur touristischen Destination Lahntal und zum Naturpark Lahn-Dill-Bergland. Sie liegt am Lahntal-Radweg.

## Persönlichkeiten

### Ehrenbürger
| Name                | Daten                                  | Verleihung am      | Ehrenbezeichnung                           |
| ------------------- | -------------------------------------- | ------------------ | ------------------------------------------ |
| Ludwig Weiershäuser | * 20. Mai 1915; † 10. Januar 2005      | 12. Oktober 1972   | Gemeindeältester                           |
| Jakob Schmidt       | * 17. November 1914; † 7. August 2006  | 17. November 1984  | Altbürgermeister                           |
| Hans Becker         | * 2. Dezember 1930; † 30. März 2002    | 17. März 1995      | Ehrenortsbrandmeister                      |
| Helwig Veit         | * 9. Februar 1922; † 5. Juli 1996      | 8. Dezember 1995   | Altbürgermeister                           |
| Jost Funk           | * 3. November 1926; † 20. Februar 2015 | 16. Juni 1997      | Altbürgermeister                           |
| Johannes Laukel     | * 5. Oktober 1928; † 27. Juli 2005     | 24. Juni 1999      | Ehrenbeigeordneter                         |
| Justus Gimbel       | * 30. April 1934; † 18. Februar 2006   | 18. Juni 2001      | Ehrenbeigeordneter                         |
| Matthias Peter      | * 3. Oktober 1927; † 24. April 2015    | 18. Juni 2001      | Ehrenbeigeordneter                         |
| Heinrich Ebert      | * 14. April 1935                       | 26. August 2002    | Ehrenortsvorsteher                         |
| Jakob Bickhard      | * 10. März 1933                        | 17. Dezember 2003  | Gemeindeältester                           |
| Jakob Opper         | * 4. Februar 1929                      | 6. Juli 2006       | Ehrenortsvorsteher                         |
| Hermann Kuhn        | * 21. Oktober 1949                     | 6. Juli 2006       | Ehrenortsvorsteher                         |
| Jakob Kraus         | * 11. Mai 1915                         | 19. September 2006 | Gemeindeältester                           |
| Otto Ruppersberg    | * 30. November 1931                    | 19. September 2006 | Gemeindeältester                           |
| Wilhelm Damm        | * 28. März 1931                        | 19. September 2006 | Gemeindeältester                           |
| Helmut Heck         | * 12. Oktober 1951; † 27. Februar 2015 | 30. Januar 2007    | Gemeindeältester                           |
| Werner Reinl        | * 15. November 1950                    | 30. Januar 2007    | Gemeindeältester                           |
| Paul-Heinz Schmidt  | * 24. März 1933; † 30. Oktober 2007    | 28. Juni 2007      | Ehrenbeigeordneter                         |
| Ludwig Schmidt      | * 18. Oktober 1934                     | 18. Oktober 2009   | Ehrenbeigeordneter und Ehrenstandesbeamter |

### Söhne und Töchter der Gemeinde
- Johann Heinrich Christian Bang (1774–1851), lutherischer Pfarrer und Pädagoge, Mitglied im Marburger Romantikerkreis

### Weitere Persönlichkeiten, die mit der Gemeinde in Verbindung stehen
- Brüder Grimm
- Otto Ubbelohde (1867–1922), Zeichner und Maler, Mitglied im Marburger Romantikerkreis
- Oswald Voh (1904–1979), Grafiker und Maler
- Christean Wagner (1943–2025), hessischer Politiker (CDU)
- Gangolf Seitz (1950–), Träger des „Verdienstkreuzes am Bande“ (verliehen am 9. November 2022)
- Richard Munz (1953–2010), Träger des „Verdienstkreuzes am Bande“ (verliehen am 17. Januar 2003)
- Hans-Albrecht Oehler (1953–), Träger des „Verdienstkreuzes am Bande“ (verliehen am 18. November 2022)